# NGC 5222/1
NGC 5222/1 је елиптична галаксија у сазвежђу Девица која се налази на NGC листи објеката дубоког неба.
Деклинација објекта је + 13° 44' 28" а ректасцензија 13h 34m 55,9s. Привидна величина (магнитуда) објекта NGC 5222 износи 13,1 а фотографска магнитуда 14,1. NGC 52221 је још познат и под ознакама UGC 8558, MCG 2-35-5, CGCG 73-39, KCPG 383A, ARP 288, VV 315, PGC 47871.